# 蒭藁四
鯨魚座71，又名BD-03 374，HD 15004、SAO 129888、HR 704，是鯨魚座的一颗恒星，视星等为6.33，位于銀經169.53，銀緯-56.93，其B1900.0坐标为赤經2h 19m 55.1s，赤緯-3° -56.93′ 57″。